# Exapate
Exapate là một chi bướm đêm thuộc phân họ Tortricinae của họ Tortricidae.

## Các loài
- Exapate bicuspidella Bruun & Krogerus, 1996
- Exapate congelatella (Clerck, 1759)
- Exapate duratella Heyden, 1864